# Amolops kaulbacki
Amolops kaulbacki е вид жаба от семейство Водни жаби (Ranidae).

## Разпространение
Видът е разпространен в Мианмар.